# EVA1A
EVA1A‏ (Eva-1 homolog A, regulator of programmed cell death) هوَ بروتين يُشَفر بواسطة جين EVA1A في الإنسان.